# Ахалсопели (Гардабанский муниципалитет)
Ахалсопели (груз. ახალსოფელი) — село в Грузии, на территории Гардабанского муниципалитета края (мхаре) Квемо-Картли.

## География
Село находится в юго-восточной части Грузии, на берегах реки Сацхенисисцкали, на расстоянии приблизительно 31 километра (по прямой) к северу от города Гардабани, административного центра муниципалитета. Абсолютная высота — 828 метров над уровнем моря.

## Население
По результатам официальной переписи населения 2014 года в Ахалсопели проживало 1549 человек (762 мужчины и 787 женщин). В национальной структуре населения грузины составляли 99,7 %.
| Год  | Население, человек |
| ---- | ------------------ |
| 2002 | 1827               |
| 2014 | ↘ 1549             |